# Bundkar
Bundkarret i en almindelig forbrændingsmotor, i f.eks. en personbil, er den nederste del af motoren. Bundkarrets funktion er at opsamle smøreolien. Bundkarret er normalvis udstyret med en bundprop til brug for aftapning af motorolien. I bunden af bundkarret sidder oliepumpen, som forsyner motorens forskellige smøresystemer med olie. I bundkarrret vil man som regel også finde en si, som filtrerer olien for uønskede ying. Bundkarret har også den funktion at køle olien, mens den bliver opbevaret i bundkarret.